# Nikolai Alexandrowitsch Tschelischtschew

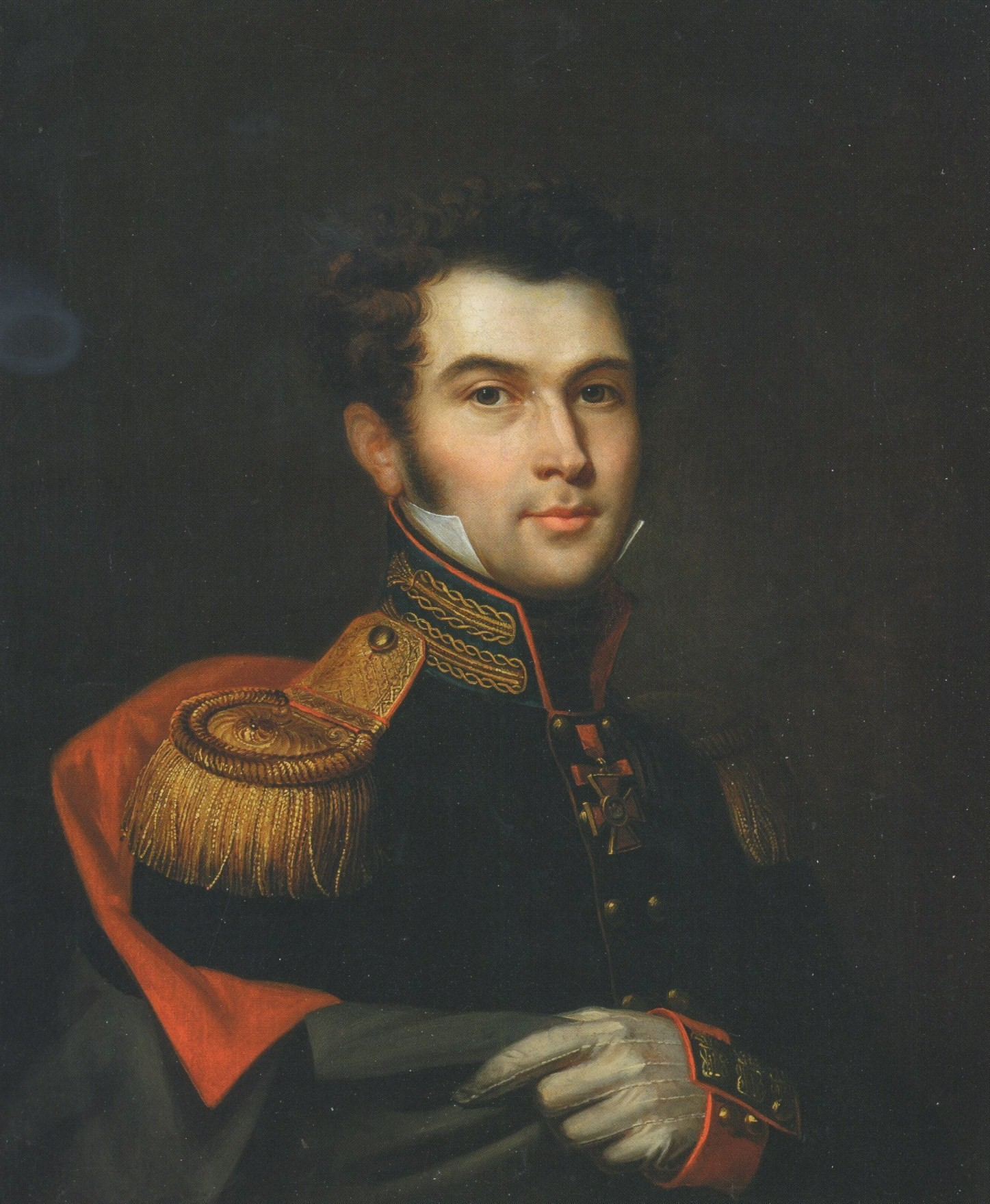
Porträt von Tschelischtschew

Nikolai Alexandrowitsch Tschelischtschew (* 16. April 1783; † 8. Januar 1860) war ein russischer Politiker. Er war Mitglied des Staatsrates des Russischen Reiches.

## Leben
Tschelischtschew stammte aus einer Adelsfamilie. Er war der Sohn des Generals Alexander I. Tschelischtschew und aus seiner Ehe mit Maria Nikolaewna Ogaryowa sowie Bruder des Dekabristen A. A. Tschelischtschew. Seine Frau war die Prinzessin Maria Mikhailovna Khovanskaya, sein Sohn Mikhail war der Großvater von Vladimir Nikolaevich Lvov. Ein anderer Sohn war mit der Witwe von Ivan Petrovich Veshnyakov verheiratet. Außerdem war Nikolai A. Tschelischtschew ein Ururgroßvater von Wladimir Lindenberg.
Tschelischtschew war 1800 als Leutnant im Leibgarde-Semjonowsky-Regiment tätig. Als Offizier nahm er an den Feldzügen des Dritten Koalitionskrieges (1805) und des Vierten Koalitionskrieges (1806/07) teil. In der Schlacht bei Austerlitz wurde er verwundet. Im Jahr 1811 wurde er aus dem Militärdienst entlassen und war in der Folge in der Senatsverwaltung tätig und war Mitglied des russischen Staatsrats.

## Auszeichnungen
- Goldenes Schwert für Tapferkeit
- 1808: Orden des Heiligen Wladimir (1830, 1853 in höherer Ausführung verliehen)
- 1822: Russischer Orden der Heiligen Anna
- 1834: Kaiserlich-Königlicher Orden vom Weißen Adler
- 1838: Alexander-Newski-Orden